# Luo Chung-sien
Luo Chung-sien (čínsky pchin-jinem Luó Hóngxiān, znaky zjednodušené 罗洪先, tradiční 羅洪先; 1504–1564) byl čínský úředník, neokonfuciánský filozof a geograf žijící a působící v mingské Číně.

## Jména
Luo Chung-sien používal zdvořilostní jméno Ta-fu (čínsky pchin-jinem Dáfū, znaky zjednodušené 达夫, tradiční 達夫) a literární pseudonym Nien-an (čínsky pchin-jinem Niàn'ān, znaky tradiční 念菴).

## Život a dílo
Rodina Luo Chung-siena pocházela z okresu Ťi-šuej v provincii Ťiang-si (v prefektuře Ťi-an). Studoval konfuciánské klasiky, skládal úřednické zkoušky, roku 1529 složil i jejich nejvyšší stupeň, palácové zkoušky a získal hodnost ťin-š’.
Po zkouškách nastoupil úřednickou kariéru, sloužil v akademii Chan-lin jako starší kompilátor. V letech 1541–1558 byl nucen odejít ze státní služby kvůli kritice císaře Ťia-ťinga, vrátil se do svého rodiště, nicméně i nadále se účastnil veřejného života na místní úrovni jako příslušník džentry a neformální pomocník úřadů. Podílel se na mapování okresu při sestavování nového katastru a následné úpravě daní, organizoval obranu okresního města proti útokům banditů, zajišťoval informace pro úředníky řídící pobřežní obranu proti pirátům.
Jeho zkušenost s zeměměřičstvím i pochopení, že obrana země potřebuje znalost terénu a tedy přesné mapy, ho vedla ke studiu map a způsobů mapování. Podařilo se mu – po tříletém pátrání – nalézt kopii Ču S’-penovy mapy světa (Jü-ti tchu, Mapa pozemské říše) sestavené mezi roky 1311 a 1320, nicméně nevytištěné. Luo Chung-sien ji zpřesnil a rozšířil (například Afriku zakreslil včetně mysu Dobré naděje), rozdělil na 45 regionálních map a roku 1555 vydal pod názvem Kuang jü-tchu (廣與圖, Rozšířený atlas Země). Atlas se v následujícím čtvrtstoletí dočkal pěti vydání a roku 1584 ho využil Matteo Ricci při sestavování své mapy světa.
Jako konfucián přijal filozofii Wang Jang-minga. Přátelil se s Wang Jang-mingovým žákem Wang Ťiem, ačkoliv nesdílel jeho filozofické postoje. Při hledání správné cesty se soustředil na liang-č’ (vrozené poznání dobra v mysli/srdci), přičemž kladl důraz na meditaci (sezení v klidu, ťing-cuo). Další Wang Jang-mingovi stoupenci ho za jeho spoléhání na meditaci kritizovali, nicméně Chuang Cung-si, raně čchingský historik mingské filozofie, zastával názor, že právě Luo Chung-sien nejpřesněji následoval učení Wang Jang-minga.